# 이리스 미테나르
이리스 미테나르(Iris Mittenaere, 1993년 1월 25일 ~ )는 프랑스의 모델이다. 2016 미스 프랑스, 미스 유니버스 우승자이다.